# Mamelucker
För de muslimska slavkrigarna, se mamluker.

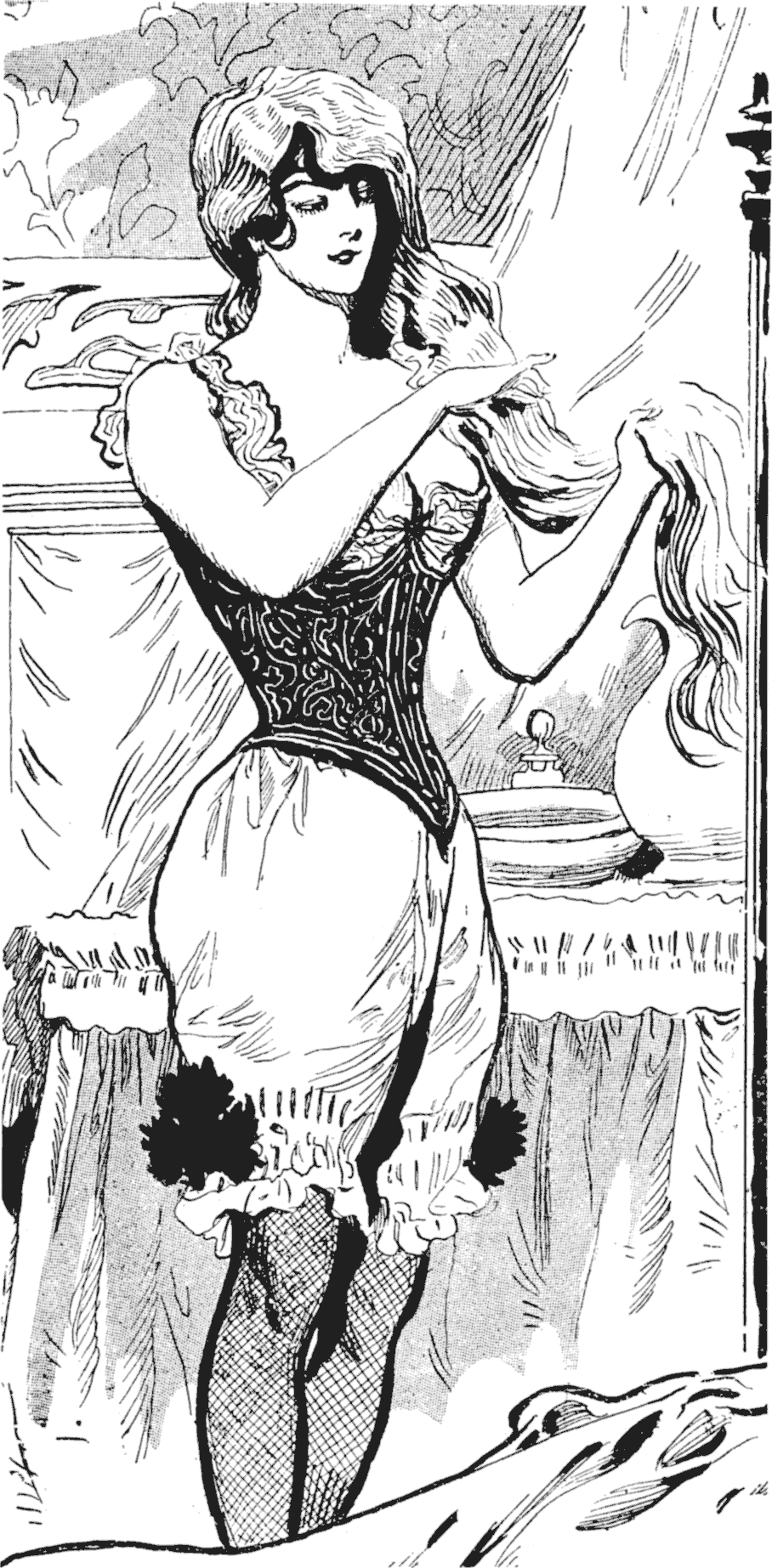
Kvinna i korsett och mamelucker, 1909.

Mamelucker är ett underplagg för damer i form av underbyxor, ofta i tunt elastiskt material, med ben som når ner på låret. De bärs över underbyxor, gördel eller strumpebandshållare för att täcka området mellan dessa och strumpskaftet.
Äldre tiders mamelucker var långa och snördes ihop vid vristen, så att en rynkad kant blev synlig. Dessa mamelucker bestod i allmänhet av två separata ben fästa i ett bälte, och var alltså inte hela byxor. På småflickor vars kjolar inte var hellånga skulle mameluckernas nedre del synas.
Ordet finns belagt i svenska språket sedan 1845. Ordet syftar på mamlukernas klädsel och har under tidigt 1800-tal även syftat på andra vida byxor, exempelvis vida uniformsbyxor